# Provincia di Sud Chichas
La provincia di Sud Chichas è una delle 16 province del dipartimento di Potosí nella Bolivia meridionale. Il capoluogo è la città di Tupiza.
Al censimento del 2001 possedeva una popolazione di 47.873 abitanti.

## Geografia antropica

### Suddivisioni amministrative
La provincia è suddivisa in 2 comuni:
- Atocha
- Tupiza